# Bluegrass (album)
Bluegrass è un album in studio del cantante statunitense Willie Nelson, pubblicato nel 2023.

## Il disco
Prodotto da Buddy Cannon, è un album che contiene dodici reinterpretazioni di canzoni del catalogo di Nelson in versione bluegrass.

## Tracce
Testi e musiche di Willie Nelson, eccetto dove indicato.
1. No Love Around – 3:13
2. Somebody Pick Up My Pieces – 5:12
3. Good Hearted Woman – 4:58 (Nelson, Waylon Jennings)
4. Sad Songs and Waltzes – 3:38
5. Home Motel – 4:24
6. You Left Me a Long, Long Time Ago – 4:18
7. Yesterday's Wine – 3:27
8. Bloody Mary Morning – 3:04
9. Slow Down Old World – 2:14
10. Still Is Still Moving to Me – 4:00
11. On the Road Again – 2:40
12. Man With the Blues – 2:20

## Formazione
- Willie Nelson – voce
- Barry Bales – contrabbasso
- Wyatt Beard – cori
- Ron Block – banjo
- Buddy Cannon – cori
- Melonie Cannon – cori
- Aubrey Haynie – fiddle
- Rob Ickes – dobro
- Josh Martin – chitarra acustica
- Mickey Raphael – armonica
- Seth Taylor – mandolino
- Bobby Terry – chitarra acustica, gut string guitar
- Dan Tyminski – mandolino